# Garden of Jewels
Garden of Jewels ist ein Jazzalbum des Ivo Perelman Trios mit Matthew Shipp und Whit Dickey. Die am 17. Juni 2020 in den Park West Studios, Brooklyn, New York City entstandenen Aufnahmen erschienen am 22. Januar 2021 auf Whit Dickeys Label Tao Forms.

## Hintergrund
Dies ist eine Triosession Perelmans mit dem Pianisten Matthew Shipp und dem Schlagzeuger Whit Dickey. Die drei Musiker haben bereits zusammen als Trio die Alben The Clairvoyant (Leo Records, 2012) und Butterfly Whispers (Leo, 2015) aufgenommen, und das Perelman/Shipp-Duo hat eine Reihe von weiteren Sessions produziert. Ebenso hat Shipp häufig mit Dickey gearbeitet und mehrere Alben aufgenommen, wobei er den Bassisten Michael Bisio zur Gruppe hinzugefügt hat. Ebenso hatte sich zuvor Dickey dem Saxophonisten in verschiedenen Settings angeschlossen, unter anderem mit Michael Bisio und William Parker, dem Bratschisten Mat Maneri und in einer Formation mit Gerald Cleaver.
Das Album entstand während der COVID-19-Pandemie in den Vereinigten Staaten. „Es lag so viel kreative Spannung in der Luft“, erinnert sich Perelman in den Liner Notes. „Es war das erste Mal, dass ich aus dem Winterschlaf in meiner Wohnung in Brooklyn kam, wo ich mich darauf konzentriert hatte, jeden Tag viele, viele Stunden Saxophon zu spielen, während ich draußen Sirenen hörte und mich fragte, worum es im Leben ging. Matt, Whit und ich kamen zusammen und kreierten kathartisch Musik aus all dem Durcheinander.“

## Titelliste
- Ivo Perelman Trio: Garden of Jewels (Tao Forms)
  1. Garden of Jewels 6:09
  2. Tourmaline 4:51
  3. Amethyst 6:51
  4. Onyx 7:12
  5. Turquoise 7:19
  6. Emerald 6:48
  7. Sapphire 6:20
  8. Diamond 5:25

Alle Kompositionen stammen von Whit Dickey, Ivo Perelman und Matthew Shipp.

## Rezeption
Phil Freeman schrieb in Stereogum, insbesondere in den letzten zwei Jahrzehnten habe Ivo Perelman ein beeindruckendes Tempo beibehalten und häufig mehr als fünf Alben pro Jahr mit unterschiedlichem Personal veröffentlicht. Seinem Spiel zugrunde liege eine Ästhetik der völlig freien Improvisation und er beginne jede Session oder Live-Performance, ohne daran zu denken, wo sie enden wird. Die Sache mit Perelman ist, so der Autor, dass er nicht nur ein frei spielender Bläser sei, der nach Charles Gayle, Frank Wright, Arthur Doyle und anderen klinge. Er sei auch ein äußerst lyrischer Musiker, der sich auf Schönheit konzentriere. In seinen Soli fänden sich viel klassische Jazzsprache, auch wenn die Formen nicht im Blues verwurzelt oder an Akkordwechsel gebunden sind. Bei „Amethyst“ steigen und fallen seine Linien wie ein Feuerwerk am Himmel, während Shipp und Dickey sich auf parallelen und komplementären Spuren bewegen würden, ohne jemals zu versuchen, ihn in die eine oder andere Richtung zu drängen. Und alle hörten einander aufmerksam zu und stellten sicher, dass sie jederzeit einen sinnvollen Beitrag leisten.

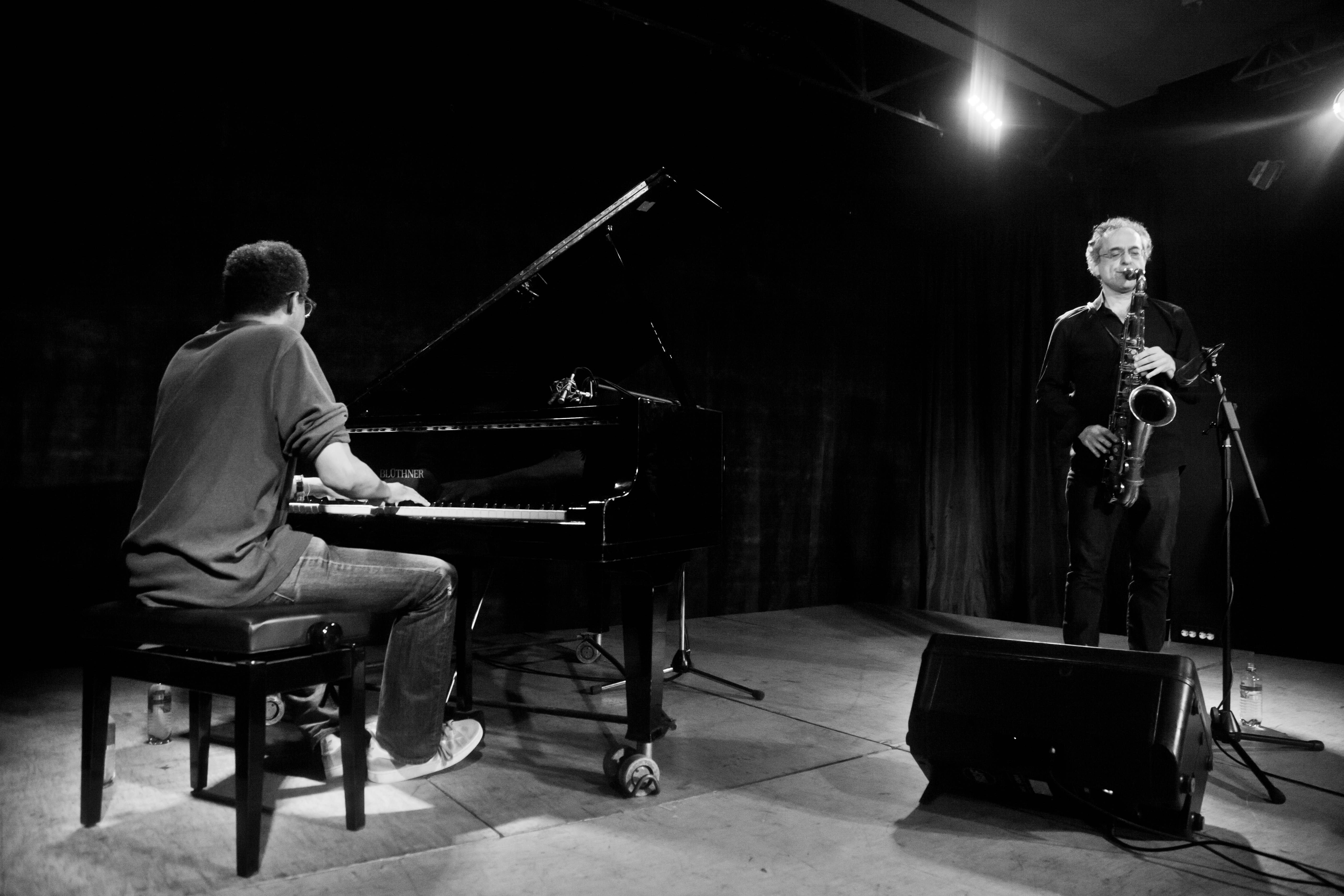
Matthew Shipp und Ivo Perelman 2017

Nach Ansicht von Mark Corroto, der das Album in All About Jazz rezensierte, sollte der Untertitel des Albums The Pandemic Session sein. Aufgenommen am 17. Juni 2020 inmitten einer Pandemie, als Clubs und Restaurants geschlossen wurden und „sechs Fuß voneinander entfernt“ der Aufklärungsruf des Augenblicks war, sei die Musik eine Chronik dieser Zeit. Zumindest ist dies der Eindruck, den man haben wird, wenn man die COVID-19-Angst durchlebt hat, so der Autor. Nach monatelanger Isolation in ihren eigenen Blasen lebend erfolge nun „intensive und leidenschaftliche freie Improvisation. Shipps einfache Klavierfiguren, die den Titeltrack eröffnen, führen zu Perelmans Tenor, der die Klänge von Lester Youngs Horn wiedergibt. Es ist, als würde der Saxophonist ein vergangenes Leben durchforsten, bevor er sich in der Gegenwart niederlässt.“ Die wechselnde Natur von „Turquoise“ sei ein hervorragendes Beispiel für einen musikalischen Vertrauensverlust in der Situation der Pandemie. Jeder Spieler gebe zunächst eine Richtung vor; eine perkussive Shipp-Attacke, eine elektrifizierte Würzung durch Dickey und der flatternde Altissimo-Seiltanz des Saxophonisten bilden dann zusammen ein gemeinsames Aggregat.
Hrayr Attarian schrieb im Chicago Jazz Magazine, die Darbietungen würden von kontemplativer und wehmütiger bis zu feuriger Spielhaltung reichen – bei gleichzeitiger Wahrung der thematischen Einheit. Zum Beispiel beginne „Onyx“ mit feierlicher Ruhe, während Shipps spärliche und resonante Töne in stillen Pausen widerhallen, und Dickeys zeitweiliges Rascheln und Schlagen dem Ambiente eine erwartungsvolle Anmutung verleihen. Perelman tritt mit melancholischen Gedanken ein, die mit unaufdringlicher Leidenschaft köchle. Shipp und Dickey reagieren mit perkussiven Ausbrüchen, die ein vielschichtiges Stück dissonanter Lyrik und dunkel gefärbter Klarheit erzeugen würden. Die unterschiedlichen, aber komplementären Stile der drei Musiker sind überall zu hören, so der Autor weiter, und – vielleicht – am besten auf dem energiegeladenen „Turmalin“ zu erkennen. „Einzelne Soli überschneiden sich, überlappen sich und verweben sich zu einem provokanten und prismatischen Stück.“ Garden of Jewels zeige einmal mehr, dass Perelman ein einzigartig versierter Künstler ist, dessen produktives Schaffen nur durch seine Brillanz erreicht werde.
Nach Ansicht von S. Victor Aaron (Something Else!) führe Perelman diesmal seine kleine Combo mit dem unerbittlichen Wunsch an, sein Spiel weiter zu verbessern, angeheizt durch größere Momente der Kontemplation, die die soziale Abgeschiedenheit [während des Lockdowns] bewirkt habe. Sein Vibrato sei immer schon der Klang echter menschlicher Zuneigung gewesen, aber diesmal greife er tiefer in diesen emotionalen Brunnen hinein, so der Autor. „Wir sind in besonders schwierigen Zeiten und er reflektiert es.“ Perelmans Musik hinterlasse provokative, aber offene Eindrücke; man müsse es dem Hörer überlassen, aus den fruchtbaren Hinweisen, die der Musiker gebe, eine eigene Geschichte zu machen. Garden of Jewels sei ein Fest für die Ohren, das mit Leidenschaft, Furchtlosigkeit und einer Einheitlichkeit der Ziele übermittelt werde.